# George Edward Wales

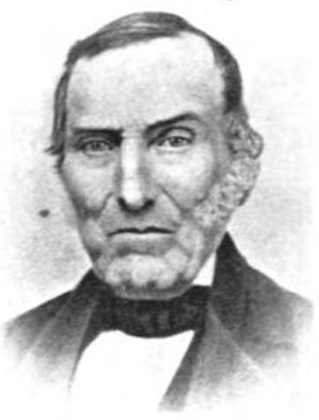
George Edward Wales

George Edward Wales (* 13. Mai 1792 in Westminster, Vermont; † 8. Januar 1860 in Hartford, Vermont) war ein US-amerikanischer Politiker. Zwischen 1825 und 1829 vertrat er den dritten Wahlbezirk des Bundesstaates Vermont im US-Repräsentantenhaus.

## Werdegang
George Wales besuchte die öffentlichen Schulen seiner Heimat und studierte anschließend in Westminster und Woodstock Jura. Nach seiner im Jahr 1812 erfolgten Zulassung als Rechtsanwalt begann er in Hartford in seinem neuen Beruf zu arbeiten. Im Jahr 1818 wurde er Schatzmeister der Firma White River Bridge Co.
Obwohl er keiner politischen Partei angehörte, machte Wales in Vermont eine politische Karriere. Zwischen 1822 und 1824 war er Abgeordneter im Repräsentantenhaus des Staates, dessen Präsident er wurde. Bei den Kongresswahlen des Jahres 1824 wurde er in das US-Repräsentantenhaus in Washington, D.C. gewählt, wo er am 4. März 1825 die Nachfolge von Henry Olin antrat. Nach einer Wiederwahl im Jahr 1826 konnte er bis zum 3. März 1829 zwei Legislaturperioden im Kongress absolvieren. Bei den Wahlen des Jahres 1828 unterlag er Horace Everett.
Nach dem Ende seiner Zeit im Kongress arbeitete Wales wieder als Anwalt. Zwischen 1840 und 1860 war er Ratschreiber (Town Clerk) von Hartford. Im Gerichtsbezirk von Hartford war er zwischen 1847 und 1850 auch als Richter am dortigen Nachlassgericht tätig. George Wales starb im Januar 1860 und wurde in Hartford beigesetzt.